# معتز كيلوني
لاعب كرة قدم من سورية. بدأ ممارسة كرة القدم في نادي تشرين السوري، ولعب لفئاته العمرية في مركز لاعب وسط (كرة قدم)، وانتقل عام 2006 إلى الجزيرة الأردني، وعاد عام 2008 إلى نادي تشرين السوري لفترة وجيزة، ثم انتقل عام 2009 إلى نادي الاتحاد السوري.

## وصلات خارجية
- معتز كيلوني على موقع الاتحاد الدولي (مؤرشف)  (الإنجليزية)
- معتز كيلوني على موقع قاعدة بيانات كرة القدم.إي يو (الإنجليزية)
- معتز كيلوني على موقع عالم كرة القدم.نت (الإنجليزية)